# Šmu'el Merlin
Šmu'el Merlin (hebrejsky שמואל מרלין‎, 1910 – 4. října 1994) byl sionistický aktivista, izraelský politik a poslanec Knesetu za stranu Cherut.

## Biografie
Narodil se ve městě Kišiněv v tehdejší Ruské říši (pak Rumunsko, dnes Moldavsko). Navštěvoval střední školu v Kišiněvě a studoval sociální vědy a historii na Pařížské univerzitě. Když vypukla druhá světová válka, odešel do Francie. Angažoval se v podpoře jednotek Irgun. V roce 1948 přesídlil do Izraele, kam se dostal na lodi Altalena.

## Politická dráha
V mládí se zapojil do činnosti mládežnického hnutí Bejtar. V letech 1933–1938 byl generálním tajemníkem exekutivy Světového svazu revizionistických sionistů. Vydával stranický list Die Tat ve Varšavě. Roku 1948 patřil mezi zakladatele nové politické strany Cherut. Byl generálním tajemníkem Cherutu.
V izraelském parlamentu zasedl po volbách v roce 1949, kdy kandidoval za Cherut. Byl členem výboru pro záležitosti vnitra.